# Paul Chong Hasang
Pour les articles homonymes, voir Saint Paul et Chong.
Paul Chong Hasang est un prêtre catholique coréen, né en 1794 ou 1795, mort le 22 septembre 1839. Il est un des martyrs de Corée. Sa fête est le 22 septembre, jour anniversaire de sa mort, ou le 20 septembre, jour de célébration avec les martyrs de Corée.

## Biographie
Paul Chong Hasang naît en 1794 ou 1795. Il est le fils du martyr catholique Augustin Jeong Yak-jong et le neveu du philosophe et scientifique Jean Jeong Yak-yong, auteur du premier catéchisme entièrement en coréen ; ils sont parmi les premiers convertis de Corée.
Lorsque le père et le frère aîné sont martyrisés, la mère et le reste des enfants sont séparés. Paul Chong Hasang a sept ans lorsqu'il est ainsi orphelin de père et séparé de sa mère.
Quand il grandit, il choisit de devenir interprète et fonctionnaire du gouvernement. Cela lui permet d'aller souvent à Pékin, où il rencontre l'évêque, à qui il demande d'envoyer des prêtres en Corée. Il écrit aussi en 1825 au pape, par l'intermédiaire de l'évêque, pour demander la création d'un diocèse en Corée.
Quelques années plus tard, l'évêque Laurent Imbert arrive avec deux prêtres. L'évêque trouve Paul Chong talentueux, zélé et vertueux. Il lui enseigne le latin et la théologie et est sur le point de l'ordonner quand une persécution éclate.
Paul Chong Hasang est arrêté. Il remet alors au juge une déclaration écrite défendant le catholicisme. Le juge, après l'avoir lu, lui donne raison sur ce qu'il a écrit, mais ajoute : « le roi interdit cette religion, il est de votre devoir d'y renoncer ». Paul Chong répond qu'il est chrétien et le restera jusqu'à sa mort.
Il subit alors une série de tortures mais reste d'apparence sereine. Finalement, il est décapité à Séoul à l'âge de 45 ans le 22 septembre 1839.

## Canonisation
Reconnu martyr de la foi, il est béatifié par le pape Pie XI en 1925, puis canonisé par le pape Jean-Paul II à Séoul le 6 mai 1984, avec 102 autres martyrs de Corée.